# مارسيل جنسن
مارسيل جنسن (بالإنجليزية: Marcel Jensen)‏ هو لاعب كرة قدم أمريكية أمريكي، ولد في 12 فبراير 1990 في فيرفيلد في الولايات المتحدة.

## وصلات خارجية
- مارسيل جنسن على موقع مرجع كرة القدم المحترفة.كوم (الإنجليزية)